# Wiktor Paputin
Wiktor Siemionowicz Paputin (ros. Виктор Семёнович Папутин, ur. 20 lutego 1926 we wsi Zinowkino w guberni moskiewskiej, zm. 29 grudnia 1979 w Moskwie) – radziecki działacz państwowy i partyjny, generał porucznik służby wewnętrznej.

## Życiorys
W 1942 skończył szkołę rzemieślniczą w Podolsku, pracował jako pomocnik majstra i majster, od 1944 był organizatorem komsomolskim szkoły, od 1947 pracował w zakładzie elektromechanicznym w Podolsku jako sekretarz komitetu Komsomołu i zastępca szefa warsztatu. Po ukończeniu wieczorowego technikum industrialnego studiował w Tulskim Instytucie Mechanicznym, a od 1956 pracował w fabryce nr 710 jako szef warsztatu i potem sekretarz komitetu partyjnego. W 1961 został I sekretarzem Komitetu Miejskiego KPZR w Podolsku (do 1963), w sierpniu 1967 II sekretarzem Komitetu Obwodowego KPZR w Moskwie, a w 1971 zastępcą członka KC KPZR. Od czerwca 1974 do 28 grudnia 1979 był I zastępcą ministra spraw wewnętrznych ZSRR w stopniu generała majora, następnie generała porucznika służby wewnętrznej. Był deputowanym do Rady Najwyższej ZSRR od 7 do 9 kadencji. Był odznaczony Orderem Lenina, dwoma innymi orderami i 10 medalami. W listopadzie 1979 kilkakrotnie odwiedził Afganistan, gdzie spotkał się z Hafizullahem Aminem, zapewniając go o poparciu ze strony ZSRR. Dwa dni po rozpoczęciu wojny radziecko-afgańskiej i zabiciu Amina, Paputin zastrzelił się (na nagrobku widnieje data śmierci 28 grudnia 1979). Został pochowany na Cmentarzu Nowodziewiczym.